# 적조

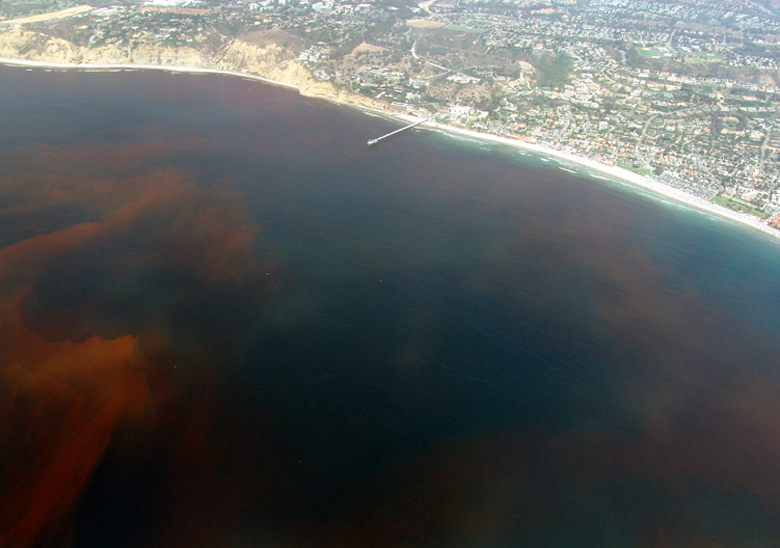
샌디에고 연안의 적조

적조(赤潮, Red tide)는 플랑크톤의 이상 증식으로 바다와 강, 운하, 호수 등이 변색하는 현상이다. 다른 말로 유해조류대발생(harmful algal blooms, HAB)이라고 부른다. 물이 붉게 물드는 경우가 많기 때문에 "적조"라고 하지만, 물의 색깔은 원인이 되는 플랑크톤 색소에 따라 다르며, 황색, 적색, 적갈색, 다갈색 등을 나타낸다. 적조를 일으키는 생물은 색소로 엽록소 외에 다양한 카로티노이드를 가지는 경우가 많아 세포가 주황색과 빨간색을 나타내기 때문에 이렇게 보인다.

## 원인
수계의 부영양화가 주된 원인으로 여겨진다. 갯벌에 사는 조개 등의 생물은, 그곳에 사는 미생물이나 플랑크톤 등을 먹이로 삼아서, 수중에 유입되는 영양염이나 유기물의 유입을 방지하는 일을 해왔다. 그러나 간척사업 등으로 인해 간석지가 대폭 감소해 만내의 부영양화가 진행되어 이것 때문에 플랑크톤이 대량 발생한다고 추측되고 있다.

### 영양염류
영양염류은 대표적으로 질소나 인이 주성분이다. 토양 오염으로 인한 지표 유출수와 도시 및 공장에서 정화되지 않은 폐수가 바다로 유입된다. 예를 들어, 지중해를 따라 있는 대부분의 대도시들은 모든 하수를 처리하지 않고 바다로 배출한다. 대부분의 해안 개발도상국에서도 마찬가지인 반면, 개발도상국의 일부 지역에서는 대도시의 폐수 중 70%가 처리되지 않고 수계로 재유입될 수 있다.
그 결과, 전 세계 해안 지역, 특히 습지와 강어귀, 산호초와 늪은 이러한 영양염류 과다유입으로 인해 생태계 파괴로 이어지고 해양오염을 가속화시킨다.

### 기후 변화
기후 변화로 수온이 상승해 미생물이 왕성하게 번식하는 경우나 바람이 적게 불어 바닷물이 섞이지 않을 때에도 적조 현상이 발생한다. 적조 현상을 일으키는 적조생물인 코클로디니움이 활동하기에 알맞은 수온인 24.5~28 ℃를 유지한다면 적조 현상이 발생할 수 있다.

## 적조 구성 생물
대부분 식물성 플랑크톤으로 이루어졌으며, 현재 세계적으로 적조를 일으키고 있는 생물종들은 150종 정도이며, 이들중 규조류는 주로 고위도 해역에서, 편모조류는 적도아열대 해역에서 발생하는 적조의 우점종으로 출연하고 있다.
규조류의 경우는 일차적으로 영양염류가 풍부하고 일조량, 수온, 염분 등의 환경조건이 적절하면 일시적으로 대량 번식하며, 편모조류의 경우는 일반적인 영양염류외에 비타민류, 미량원소, 특수유기물질 등과 같은 증식 촉진물질의 영향도 크게 받는 것으로 알려져 있고 대부분의 편모조류는 환경조건이 불리할 때 휴면포자(resting cyst)를 형성하여 해저에 가라앉아 휴면시기를 거치며, 다시 환경이 좋아지면 영양세포로 발아하여 대량 번식하기 때문에 이같은 편모조류에 의한 적조현상은 매년 비슷한 시기에 유사환경에 지속적으로 발생하는 경우가 많다.
우리나라 해역의 경우, 계절에 따라 규조류와 편모조류가 교대로 출현하는 우점종 천이현상을 나타내고 있다. 즉, 저온 고염인 겨울철에는 주로 규조류에 의한 적조현상이 발생되고, 봄철에는 규조류와 소형 편모조류가 그리고 여름철에는 대형 편모조류가 유해 적조를 일으키고 있다. 우리나라 연안에서 출현하여 어류나 패류를 직접 치사시키는 독성물질을 생산하는 종은 Cochlodinium 속, Gymnodinium 속, Gyrodinium 속, heterosigma 속 등 편조류에 속하는 종이다. 규조류에서는 Skeletonema 속, Chaetoceros 속, Nitzschia 속이 있으며, Nitzschia 속은 유일하게 규조류에서 패독을 일으키는 종으로서 기억상실성 패독소를 생산한다.

## 생태계에 미치는 영향

### 긍정적
적조 원인종들 중 와편모조류들은 종속영양을 하기도 하지만, 생태계에서 일차적으로 광합성을 하는 식물 플랑크톤이다. 즉, 이들은 생태계 먹이그물의 기초를 담당하는 일차생산자로서, 초식동물인 동물성 플랑크톤의 중요한 먹이가 된다. 물론 초식동물은 이들을 소화할 수 있는 효소들을 갖고 있으며, 이로서 해양생태계의 초식 먹이사슬이 형성된다. 와편모조류는 유기쇄설물 먹이사슬에서도 중요하다고 알려져 있다. 아미노산 및 광합성 산물이 조체 밖으로 빠져나와 용존 유기탄소를 제공하기도 하고, 또한 이들이 죽으면 이들 자체가 유기쇄설물로 됨으로써 detritus food chain에 많은 유기물을 제공한다.

### 부정적
적조현상이 발생하면 양식 어패류가 집단 폐사하는 등 큰 피해가 따른다.  적조 원인생물인 Chaetoceros 종류는 긴 가시를 가지고 있는데, 이종들이 초식동물에 먹힐 경우, 아가미 조직사이에 끼게 되면서 다량의 점액질 분비를 자극한다. 이러한 현상이 지속될 경우 점액질의 분비가 소진되어 아가미 조직을 와해시키게 되며, 궁극적으로 산소 교환이 불가능하게 되어 죽게 된다. 또한 맹독성의 적조가 자주 발생하여 공포의 대상이 되고 있다. 이것은 어패류뿐만 아니라 사람들에게도 치명적인 영향을 미친다.

## 역사

### 전세계
구약성서 출애굽기 7장 20~21절의 "강물이 모두 피로 변하여 고기가 죽고 물은 냄새가 나서 마실 수 없었다" 라는 구절을 적조에 대한 최초의 기록을 보고 있다. 그러나 19세기 산업혁명, 20세기 제2차 세계대전을 거치면서 경제발전으로 인해 그만큼 오염물질들이 대량 증가하면서 전세계 각 해역에서 적조현상이 비번하게 발생하고 있다.

### 대한민국
우리나라에서는 삼국사기(신라 아달왕 8년, 서기 161년)등 및 조선왕조실록(정종 1년, 1398년)등에 적조가 나타난 기록이 있다. 1961년 진해만 부근의 진동만(鎭東灣)에서 적조가 목격된 이래 1970년대에는 104건의 적조가 진해만 일대에서 발생했다. 이들 적조는 대부분 규조류에 의한 것으로서 그다지 큰 피해가 없었으므로 큰 관심거리는 되지 못했다.
그러나 1978년 와편모조류에 의한 적조가 발생하였고, 1981년 진해만에서 와편모조류의 한종인 Karenia mikimotoi의 대발생으로 어패류가 대량 폐사하여 17억원의 피해를 준 후, 적조에 대한 관심은 한층 고조되었다. 1981년 이후에는 발생 범위가 남해안 인근 해역에서 인천, 울산, 여수 등 전 연안으로 확대되었으며, 1995년 8월 Cochlodinium polykrikoides 적조가 남해와 동해 전 연안에 대량 발생하고 어패류가 대량 폐사하여 764억원의 최대 피해를 준 바 있다.
2001~2003년,2013년,2015년도에 대규모 적조가 발생하여 양식장에 막대한 피해를 끼쳤다.

## 대책
적조를 제거하는 방법으로는 황토를 뿌리거나 바닷물을 전기분해해 산성수로 만들어서 처리하는 방법, 초음파 처리법, 오존 처리법 등이 시도되고 있다. 가장 근본적인 대책은 육지에서 수질오염을 최소화하여 영양염류 유입을 줄이는 것이다.
일본의 세토내해의 경우, 1973년 영양염 배출 총량규제를 통하여 적조현상을 감소시킨 사례가 있다.

## 같이 보기
- 갯벌